# Ново-Белый Камень
Ново-Белый Камень — деревня в Красносельском районе Костромской области. Входит в состав Прискоковского сельского поселения.

## География
Находится в юго-западной части Костромской области на расстоянии приблизительно 11 км на восток по прямой от районного центра поселка Красное-на-Волге у левого берега Волги.

## История
Известна с 1872 года, когда здесь было учтено 8 дворов, в 1907 году отмечено было 10 дворов.

## Население
Постоянное население составляло 36 человек (1872 год), 46 (1897), 39 (1907), 11 в 2002 году (русские 100 %), 8 в 2022.